# 博阿维斯塔达阿帕雷西达
博阿维斯塔达阿帕雷西达是巴西巴拉那州的一个市镇。总面积256.296平方公里，总人口7972人，人口密度31.1人/平方公里。